# اللوسيادا

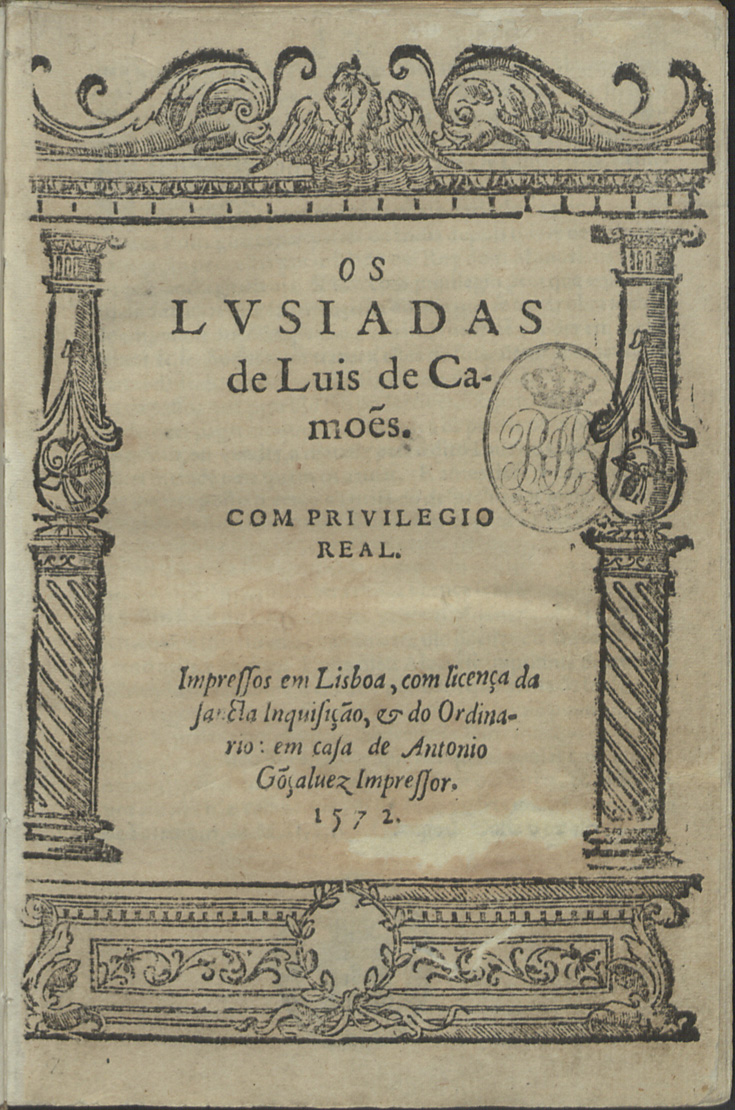
الصفحة الأولى للطبعة الأولى من عام 1572

اللوسيادا ، (بالبرتغالية: Os Lusíadas‏) ، هي قصيدة ملحمية للشاعر لويس دي كامويس وعمل كلاسيكي من الأدب البرتغالي ، طُبعت لأول مرة في عام 1572. يصف العمل، الذي يحمل الروح الإنسانية لعصر النهضة ، التاريخ المثالي للبرتغال في شكل شعري (استنادًا إلى ملحمة هوميروس). بطل الرواية هو البحار البرتغالي فاسكو دا جاما ، وتركز الحبكة على وصف الطريق البحري المكتشف حديثًا إلى الهند .  مع وجود العديد من الإشارات إلى الأساطير والعصور الكلاسيكية القديمة، تعتبر عائلة لوسياد أعظم شهادة على الأدب البرتغالي بسبب جودتها، ولكن أيضًا بسبب وطنيتها الأصيلة. 
اللوسيتانيون وهم سكان لوسيتانيا ( الاسم الروماني للبرتغال) والذي يقال أنه يعود إلى لوسوس ، أحد رفاق باخوس . يتكون العمل من عشرة مقاطع، يحتوي كل منها على عدد مختلف من الأبيات . 1102 تحتوي المقاطع على إجمالي 8816 بيت شعري.
1. 1 2  جيمس بيلينغتون. "المكتبة الرقمية العالمية". اطلع عليه بتاريخ 2013-10-13.
2. 1 2  "The Lusiads". المكتبة الرقمية العالمية (بالإنجليزية). 1882. Archived from the original on 2021-11-17. Retrieved 2013-08-31.